# Det stora slaget
Det stora slaget (engelska: Battle of the Bulge) är en amerikansk krigsfilm från 1965 i regi av Ken Annakin.

## Handling
Filmen är en dramatisering av Ardenneroffensiven i slutet av andra världskriget.

## Rollista i urval
- Henry Fonda - överstelöjtnant Daniel Kiley
- Robert Shaw - överste Martin Hessler
- Robert Ryan - general Grey
- Dana Andrews - överste Pritchard
- George Montgomery - sergeant Duquesne
- Werner Peters - general Kohler
- Hans Christian Blech - korpral Conrad
- Ty Hardin - löjtnant Schumacher
- Pier Angeli - Louise
- Charles Bronson - major Wolenski
- James MacArthur - löjtnant Weaver
- Telly Savalas - sergeant Guffy